# Lorena Wiebes
Lorena Wiebes   (Mijdrecht, 17 de març de 1999) és una ciclista neerlandesa dels Països Baixos. Actualment corre per a l'equip ciclista neerlandès de categoria UCI Women's Team el SD Worx, anteriorment al Team DSM.

## Palmarès
- 2016
  -  Campiona dels Països Baixos de ciclisme en ruta júnior
- 2017
  -  Campiona d'Europa de ciclisme en ruta júnior
  -  1a a la Healthy Ageing Tour júnior i vencedora de 2 etapes
  - 1a Trofeu Alfredo Binda-Comune di Cittiglio júnior
  - Vencedora d'una etapa a la EPZ Omloop van Borsele júnior
  - 3a Gent-Wevelgem júnior
- 2018
  - 1a a 7-dorpenomloop Aalburg
  - 1a a l'Omloop van de IJsseldelta
  - 1a al GP Sofie Goos
  - Vencedora d'una etapa del BeNe Ladies Tour
- 2019
  - 1a a Nokere Koerse
  - 1a a Omloop van Borsele
  - Vencedora d'una etapa del Tour de Yorkshire
  - 1a al Tour de l'Illa de Chongming i 3 etapes
  - 1a al Diamond Tour
  - 1a als Jocs Europeus en ruta
  -  Campiona dels Països Baixos de ciclisme en ruta
  - Vencedora d'una etapa del BeNe Ladies Tour
  - 1a a RideLondon-Classique
  - Vencedora d'una etapa del Ladies Tour of Norway
  - Vencedora de 2 etapes del Boels Ladies Tour
  - 1a a l'Omloop der Kempen
  - 1a del UCI World Ranking
- 2020
  - 1a a l'Omloop van het Hageland
  - 1a al Gran Premi Euromat
  - 1a als Tres Dies de Bruges-La Panne
  - Vencedora d'una etapa a la Ceratizit Challenge by La Vuelta
- 2021
  - 1a a la Scheldeprijs
  - Vencedora d'una etapa del Gran Premi Elsy Jacobs
  - 1a al Gran Premi Eco-Struct
  - Vencedora de dues etapes de la Volta a Turíngia
  - 1a a la Dwars door de Westhoek
  - 1a al Diamond Tour
  - Vencedora d'una etapa de la Volta a Bèlgica
  - Vencedora de dues etapes del Giro d'Itàlia
  - Vencedora de dues etapes del The Women's Tour
  - 1a al Tour de Drenthe
- 2022
  -  Campiona d'Europa en ruta
  - 1a al GP Oetingen
  - 1a al Tour de Drenthe
  - 1a a la Nokere Koerse
  - 1a a la Scheldeprijs
  - 1a a la RideLondon-Classique i vencedora de les 3 etapes
  - Vencedora de tres etapes al The Women's Tour
  - Vencedora de quatre etapes al BeNe Ladies Tour
  - Vencedora de dues etapes al Tour de France Femmes. Primera portadora del  mallot groc
  - 1a a la Simac Ladies Tour i vencedora de 2 etapes
  - Vencedora d'una etapa al AG Tour de la Semois
  - 1a a la Binche-Chimay-Binche femení
- 2023
  - Vencedora d'una etapa a l'UAE Tour
  - 1a a l'Omloop van het Hageland
  - 1a al Tour de Drenthe
  - 1a a la Scheldeprijs
  - Vencedora de dues etapes a la Volta a Burgos
  - Vencedora d'una etapa a la Volta a Turíngia
  - Vencedora d'una etapa del Giro d'Itàlia
  - Vencedora d'una etapa al Tour de França
  - Vencedora de dues etapes al Tour d'Escandinàvia
  - Vencedora d'una etapa a la Simac Ladies Tour
- 2024
  -  Campiona d'Europa en ruta
  - Vencedora de dues etapes a l'UAE Tour
  - 1a al GP Oetingen
  - 1a al Tour de Drenthe
  - 1a a la Gant-Wevelgem
  - 1a a la Scheldeprijs
  - Vencedora d'una etapa a la Volta a Burgos
  - 1a a la RideLondon-Classique i vencedora de tres etapes
  - Vencedora d'una etapa a la The Women's Tour
  - Vencedora de cinc etapes a la Baloise Ladies Tour
  - Vencedora de tres etapes a la Simac Ladies Tour
- 2025
  -  Campiona dels Països Baixos de ciclisme en ruta
  - Vencedora de tres etapes a l'UAE Tour
  - 1a a Le Samyn des Dames
  - 1a a la Sanremo Women
  - 1a a la Classic Bruges-De Panne
  - 1a a la Gant-Wevelgem
  - Vencedora d'una etapa a la Volta a Burgos
  - Vencedora d'una etapa a la Volta a la Bretanya
  - 1a a la Dwars door het Hageland
  - 1a a la Copenhaguen Sprint
  - Vencedora de dues etapes del Giro d'Itàlia
  -  Guanyadora de la classificació per punts i vencedora de dues etapes al Tour de France Femmes

### Resultats a les Grans Voltes

#### Giro d'Itàlia
- 2021: 48a posició, vencedora de la 5a i 8a etapes
- 2023: no surt a la 7a etapa, vencedora de la 3a etapa
- 2025: 61a posició.  guanyadora de la classificació per punts, vencedora de la 3a etapa i 5a etapa

#### Tour de França
- 2022: abandona a la 7a etapa, vencedora de la 1a i 5a etapes. Primera portadora del  mallot groc
- 2023: no surt a la 5a etapa. Guanya una etapa.
- 2024: 62a posició
- 2025: 57a posició,  guanyadora de la classificació per punts i vencedora de la 3a i 4a etapes